# 乔治娅·泰勒-布朗
乔治娅·泰勒-布朗（英語：Georgia Taylor-Brown，1994年3月15日—），英国女子铁人三项运动员。她曾代表英国参加2020年夏季奥林匹克运动会铁人三项比赛，获得一枚金牌和一枚银牌。